# .zm
.zm je internetová národní doména nejvyššího řádu pro Zambii. Byla uvedena v roce 1991.